# Prawybory Platformy Obywatelskiej (2010)
Prawybory Platformy Obywatelskiej w 2010 roku – prawybory, w wyniku których członkowie Platformy Obywatelskiej wyłonili kandydata swojej partii na wybory prezydenckie w Polsce w 2010 (odbywające się na przełomie czerwca i lipca). Na start w prawyborach zdecydowało się dwóch polityków – Bronisław Komorowski (ówczesny Marszałek Sejmu) oraz Radosław Sikorski (wówczas minister spraw zagranicznych). Prawybory zakończyły się zdecydowanym zwycięstwem Bronisława Komorowskiego, który zdobył w nich 68,5% głosów, przy 31,5% głosów oddanych na Radosława Sikorskiego.
Głosowanie (korespondencyjne lub przez Internet) trwało od 18 do 25 marca. Wyniki ogłoszono 27 marca. W prawyborach wzięło udział ponad 21 tysięcy członków Platformy, co stanowiło około 47,5 procenta ówczesnej liczby członków tej partii.

## Kandydaci
|  | Bronisław Komorowski | 59 | wyższe historyczne (mgr)  |
|  | Radosław Sikorski    | 47 | wyższe humanistyczne (MA) |